# Susan Taubes
Susan Judith Taubes geb. Judit Zsuzsánna Feldmann (* 1928 in Budapest; † 6. November 1969 in East Hampton) war eine US-amerikanische Religionswissenschaftlerin, Kulturwissenschaftlerin und Schriftstellerin. 

## Leben
Susan Taubes stammte aus einer ungarisch-jüdischen Familie: Ihr Großvater, Mózes Feldmann, war Großrabbiner in Budapest und ihr Vater, Sándor Feldmann (1889/90–1973), Psychoanalytiker der Schule von Sándor Ferenczi, mit dem er sich jedoch 1923 überworfen hatte. Ohne seine Ehefrau emigrierte Feldmann mit seiner Tochter im Jahr 1939 in die USA. Taubes studierte Philosophie an der Harvard University und wurde 1956 bei Paul Tillich promoviert. Ihre Dissertation hat den Titel The Absent God. A Study of Simone Weil. Später lehrte sie Religionsgeschichte an der Columbia University in New York. In den letzten Jahren vor ihrem Tod war sie stärker im Bereich von Theater und Literatur engagiert. So wirkte sie im Open Theater mit und gehörte außerdem einem Schriftstellerkreis um Susan Sontag an.
Von 1949 bis 1961 war sie mit dem Judaisten Jacob Taubes verheiratet. Der Ehe entstammen ein Sohn, Ethan (* 1953), und eine Tochter, Tania (* 1956). Im November 1969 erschien Susan Taubes' Roman Divorcing (deutscher Titel Scheiden tut weh). Die Geschichte der Protagonistin Sophie Blind weist Ähnlichkeiten mit der Lebensgeschichte der Autorin auf. Wenige Tage nach Erscheinen des Romans beging Susan Taubes am 6. November 1969 im Alter von 41 Jahren Suizid.

## Nachlass
Der umfangreiche schriftliche Nachlass Susan Taubes' befand sich für längere Zeit im Berliner Leibniz-Zentrum für Literatur- und Kulturforschung (ZfL). Die Taubes-Edition wurde ab 2003 unter der Leitung von Sigrid Weigel und Christina Pareigis archiviert und erforscht. Die Literaturwissenschaftlerin Pareigis hat 2011 den ersten Band (1.1) der Edition herausgegeben und kommentiert. Dieser Band enthält 128 Briefe in der jeweiligen Originalsprache Englisch oder Deutsch. Der Briefwechsel entstand innerhalb eines halben Jahres während einer räumlichen Trennung. Zu dieser Zeit lebte Susan Taubes als Philosophiestudentin in New York und der angehende Research Fellow, Jacob Taubes, in Jerusalem.
2014 erschien der zweite Band der Edition, ebenfalls von Pareigis herausgegeben. Er enthält 141 in ihren Originalsprachen, Englisch oder Deutsch, abgedruckte Briefe aus dem Jahr 1952. Auch 1952 lebten Susan und Jacob Taubes räumlich getrennt: Susan verbrachte ein Studiensemester an der Sorbonne in Paris, während Jacob an der Hebrew University Jerusalem lehrte.
Geht es im ersten Band um die kulturellen und intellektuellen Milieus von New York und Jerusalem, so erzählen die in Band 1.2 versammelten Briefe von der intellektuellen und künstlerischen Avantgarde in Paris. Sie berichten von persönlichen Begegnungen mit Emmanuel Lévinas, Hannah Arendt, Albert Camus und Marc Chagall. Zugleich zeugen die Briefe von einer Radikalisierung der Auseinandersetzungen zwischen den Eheleuten.
Im Jahr 2015 publizierte das ZfL unter dem Titel Prosaschriften auch eine Reihe von bis dahin zumeist unveröffentlichten Erzählungen Susan Taubes'.

## Veröffentlichungen

### Prosa
- Divorcing. Roman. Random House, New York 1969.
  - Neuausgabe: Divorcing. Einführung von David Rieff. The New York Review of Books, New York 2020, ISBN 978-1681374949.
  - Deutsche Ausgabe: Scheiden tut weh. Aus dem Amerikanischen übersetzt von Nadine Miller. Matthes & Seitz, München 1995, ISBN 3-88221-801-0.
  - Deutsche Ausgabe: Nach Amerika und zurück im Sarg. Überarbeitete Ausgabe, revidierte Ausgabe, Aus dem Amerikanischen übersetzt von Nadine Miller. Matthes & Seitz, Berlin 2022, ISBN 978-3-7518-0047-1.
- The Sharks. Kurzgeschichte. In: The Virginia Quarterly Review. 41 (1965), S. 102–107.
- The Patient. Kurzgeschichte. In: Transatlantic Review. 23 (1966/67), S. 101–108.
- Prosaschriften. Kurzgeschichten und Novelle. Aus dem Amerikanischen übersetzt von Werner Richter, herausgegeben und kommentiert von Christina Pareigis  (= Bd. 1,3, der Schriften von Susan Taubes, hg. v. Sigrid Weigel). Wilhelm Fink, Paderborn 2015, ISBN 978-3-7705-5900-8.

### Herausgeberschaften
- als Susan Feldmann: African Myths and Tales. Dell, New York 1963, 4. Aufl. 1973.
- als Susan Feldmann: The Storytelling Stone. Myths and Tales of the American Indians. Dell, New York 1965
  - Neuauflage: The Storytelling Stone. Traditional Native American Myths and Tales. Random House, New York 1999.

### Aufsätze und Rezensionen
- als Shoshana Taubes: Albert Camus: L’Homme Révolté. Rezension. Gallimard, Paris 1951.
  - Hebräische Fassung in: Iyyun. A Hebrew Philosophical Quarterly. 3 (July 1952), S. 173–175.
- als Susan A. Taubes[6]: The Nature of Tragedy. In: The Review of Metaphysics. 26 (1953), S. 193–206.
- The Gnostic Foundation of Heidegger’s Nihilism. In: The Journal of Religion 34 (1954), S. 155–172.
- Herbert Weisinger. Tragedy and the Paradox of the Fortunate Fall. Rezension. In: Ethics 64 (1954), S. 321–325.
- als Susan Anima Taubes: The Absent God. In: The Journal of Religion 35 (1955), Chicago, S. 6–16
  - Nachdruck: Thomas J. J. Altizer (Hrsg.): Toward a New Christianity. Readings in the Death of God Theology. New York 1967, S. 107–119.
- The Riddle of Simone Weil. In: Exodus 1 (Spring 1959), New York, S. 55–71 
  - Deutsche Ausgabe: Das Rätsel um Simone Weil. Aus dem Amerikanischen übersetzt von Birgit Leib. In: Der Pfahl. Jahrbuch aus dem Niemandsland zwischen Kunst und Wissenschaft. 9 (1995), S. 205–220.
- On Going to One’s Own Funeral. In: The Supplement, Columbia Daily Spectator. Oct. 27, 1961, S. 1 u. 5.
  - Überarbeitung: The White Mask Falls. Zu Jean Genet: The Blacks. In: Tulane Drama Review. 7 (Spring 1963), S. 85–92.

### Briefe
- Die Korrespondenz mit Jacob Taubes 1952, hg. u. kommentiert v. Christina Pareigis, München/Paderborn 2014 (= Bd. 1,2, der Schriften von Susan Taubes, hg. v. Sigrid Weigel).
- Die Korrespondenz mit Jacob Taubes 1950–1951, hg. u. kommentiert v. Christina Pareigis, München/Paderborn 2011 (= Bd. 1,1, der Schriften von Susan Taubes, hg. v. Sigrid Weigel).